# Manon Petit-Lenoir
Manon Petit-Lenoir (* 7. Dezember 1998 in Clermont-Ferrand) ist eine französische Snowboarderin. Sie startet in der Disziplin Snowboardcross.

## Werdegang
Petit absolvierte ihre ersten Rennen im Europacup im Dezember 2012 in Cortina d’Ampezzo und belegte dabei die Plätze 19 und 12. In der Saison 2014/15 errang sie beim Europäischen Olympischen Winter-Jugendfestival 2015 den sechsten Platz im Einzel, sowie die Goldmedaille im Team, zusammen mit Merlin Surget. Bei den Snowboard-Juniorenweltmeisterschaften 2015 in Yabuli erreichte sie den 17. Platz. Zudem erreichte sie mit dem dritten Platz in Isola 2000 und dem zweiten Platz in Lenk ihre ersten Podestplätze im Europacup und kam damit auf den siebten Platz in der Snowboardcrosswertung. Zu Beginn der Saison 2015/16 debütierte sie in Montafon im Snowboard-Weltcup und belegte dabei den 20. Platz. Im Februar 2016 holte sie bei den Olympischen Jugend-Winterspielen 2016 in Lillehammer die Goldmedaille im Snowboardcross. Im folgenden Monat kam sie im Europacup dreimal auf den zweiten und einmal auf den dritten Platz und gewann damit die Snowboardcrossgeamtwertung. Außerdem gelang ihr in Veysonnaz mit dem neunten Platz ihre erste Top-Zehn-Platzierung im Weltcup und erreichte zum Saisonende den 18. Platz im Snowboardcross-Weltcup. Bei den Snowboard-Juniorenweltmeisterschaften 2016 in Rogla holte sie die Bronzemedaille im Snowboardcross und die Goldmedaille zusammen mit Gaia Tarasco im Teamwettbewerb. Im Dezember 2016 kam sie in Montafon mit dem dritten Platz im Teamwettbewerb erstmals im Weltcup aufs Podest. Mitte Februar 2017 gewann sie bei den Juniorenweltmeisterschaften in Klínovec die Goldmedaille zusammen mit Julia Pereira de Sousa Mabileau im Teamwettbewerb errang zudem den siebten Platz im Einzel. Bei den Snowboard-Weltmeisterschaften 2017 in Sierra Nevada wurde sie Fünfte im Einzel und gewann zusammen mit Charlotte Bankes die Silbermedaille im Teamwettbewerb. In der Saison 2017/18 errang sie mit vier Top-Zehn-Platzierungen, darunter Platz drei in Veysonnaz den 13. Platz im Snowboardcross-Weltcup und in der Saison 2018/19 mit vier Top-Zehn-Platzierungen den zehnten Platz im Snowboardcross-Weltcup. Bei den Snowboard-Weltmeisterschaften 2019 in Park City errang sie den 18. Platz. In der Saison 2020/21 errang sie bei den Snowboard-Weltmeisterschaften 2021 den 23. Platz und im Snowboardcross-Weltcup mit sechs Top-Zehn-Platzierungen den achten Platz. Im folgenden Jahr wurde sie beim Weltcup in Veysonnaz Dritte und errang bei den Olympischen Winterspielen 2022 in Peking den 26. Platz.

## Teilnahmen an Weltmeisterschaften und Olympischen Winterspielen

### Olympische Winterspiele
- 2022 Peking: 26. Platz Snowboardcross

### Snowboard-Weltmeisterschaften
- 2017 Sierra Nevada: 2. Platz Snowboardcross Team, 5. Platz Snowboardcross
- 2019 Park City: 18. Platz Snowboardcross
- 2021 Idre: 23. Platz Snowboardcross
- 2023 Bakuriani: 4. Platz Snowboardcross, 8. Platz Snowboardcross Team
- 2025 Engadin: 6. Platz Snowboardcross

## Weltcup-Gesamtplatzierungen
| Saison  | Platz | Punkte |
| ------- | ----- | ------ |
| 2015/16 | 18.   | 770    |
| 2016/17 | 19.   | 795    |
| 2017/18 | 13.   | 2508   |
| 2018/19 | 10.   | 1120   |
| 2020/21 | 8.    | 228    |
| 2021/22 | 11.   | 182    |
| 2022/23 | 5.    | 356    |
| 2023/24 | 15.   | 236    |
| 2024/25 | 9.    | 320    |